# Карр, Лерой
Леро́й Карр (англ. Leroy Carr; 27 марта 1905 — 29 апреля 1935) — американский блюзовый пианист и певец. За свою короткую карьеру сочинил и записал более 200 сторон грампластинок. Впервые получил известность а исполнение песни «How Long, How Long Blues».
В 1982 году музыкант был включён в Зал славы блюза.